# 일산엠버스
선진(先進)은 고양시의 시내버스 회사이다. 2016년 7월 1일 M7119번을 선진버스로 이관하였으며, 2018년 4월 13일 주식회사 선진으로 상호를 변경하였다.

## 연혁
- 2012년 5월 23일: 모회사인 신동아교통이 M7119 노선 운행 관련 면허 등의 문제로 인하여 신동아교통 전체에서 회의를 통해 지선측 운영진의 지분 50%와 선진그룹 측 지분 50% 공동 출자하여 본 회사 설립. 이후 본사를 경기도 포천시 내촌면 음고개길 7에서 고양시 일산동구 식사동 1205로 이전하였다.
- 2012년 6월 5일: 본사를 현 위치인 일산동구 식사동 초2블럭1로트로 이전하였다.
- 2014년 7월 31일: 본사를 현 위치인 경기도 고양시 일산동구 동국로 169 (식사동)로 이전하였다.
- 2016년 7월 1일: M7119번을 방계회사인 선진버스로 이관하였다.[1]
- 2018년 4월 13일: 회사 명칭을 일산엠버스 주식회사에서 주식회사 선진으로 변경하였다.

## 이전 운행 노선

### 국토교통부의 광역급행버스
- ● M7119번: 위시티 3,4단지 - 위시티 입구 - 풍동상가 - 일산동구청 - 마두역 - 연세대학교 - 이대후문 - 광화문 - 삼성프라자 - 서울역 (2016년 7월 1일 김포 선진버스로 이관)

## 이전 보유차량
- 뉴 프리미엄 유니버스 스페이스 럭셔리